# Светловская ГРЭС-2
Светловская ГРЭС-2 — тепловая электростанция в городе Светлый Калининградской области. Входит в состав ОАО «Калининградская генерирующая компания».
Расположена на северном берегу Калининградского морского канала. На территории ГРЭС-2 находятся портовые средства с грузовым причалом и проходят железнодорожные подъездные пути. Общая площадь территории составляет 14,17 га.

## Деятельность
По состоянию на начало 2013 года установленная электрическая мощность ГРЭС-2 составляет 20,8 МВт. Электростанции функционирует только в отопительный сезон, загрузка зависит от объёма тепловой нагрузки и температуры наружного воздуха. Вырабатываемая по тепловому графику электрическая энергия продаётся ОАО «Янтарьэнергосбыт», как гарантирующему поставщику электроэнергии в Калининградской области. В 2012 году электростанция выработала 33,7 млн кВт⋅ч электроэнергии. Отпуск тепловой энергии за тот же период составил 139,1 тыс. Гкал.

## История
Строительство пылеугольной электростанции было начато в довоенный период в 1936 году и закончено в 1939 году и она называлась Восточно-Прусская электростанция. Здание станции с двумя высокими трубами высотой 100 и 104 метра выполнено из клинкерного кирпича. Пуск первых мощностей был произведён в 1939 году, однако к концу Великой Отечественной войны она была остановлена для демонтажа. При отступлении немцы пытались её взорвать, но уничтожение удалось предотвратить. Электростанцию назвали «Пайзе-2».
На основании Постановления Государственного комитета обороны от 26 июля 1945 года и приказа Народного комиссариата электростанций от 30 июля 1945 года, электростанция «Пайзе-2», расположенная в посёлке Циммербуде (17 июня 1947 года переименованном в посёлок Светлое, а в 1955 году — в город Светлый), была включена в состав районного управления «Кёнигсбергэнерго». Восстановление электростанции началось в 1946 году. В ночь с 7 на 8 марта 1947 года был включён турбогенератор и восстановлена электрическая мощность. В 1953 году электростанция «Пайзе-2» приказом Министерства электростанций и электропромышленности СССР от 22 мая была переименована в Государственную районную электростанцию № 2 (ГРЭС-2). В настоящее время сохранено это название — Светловская ГРЭС-2.
В 1977—1987 годах станция переведена на мазут. В 1988 году турбина № 2 переведена на режим работы с ухудшенным вакуумом. В период с декабря 1999 года по октябрь 2002 года основная часть генерирующего оборудования (котлы № 4, № 5, № 6, часть оборудования машинного зала, функционирующая в конденсационном режиме, выведены в резерв и законсервирована.
В 2009 году на ГРЭС-2 были выведены из эксплуатации паротурбинные установки № 1, 3 и 4.
После окончания отопительного сезона 2014 года производство тепла на Светловской ГРЭС-2 будет прекращено — об этом сообщил генеральный директор «Янтарьэнерго» Игорь Маковский. Муниципалитет Светловского городского округа сообщил, что больше не нуждается в этом теплоисточнике, так как к сетям будет подключена строящаяся котельная. Полный вывод из эксплуатации станции состоится не раньше 15 сентября 2014 года, сообщают в «Янтарьэнерго». В схеме и программе перспективного развития Калининградской энергосистемы указывается, что вывод из эксплуатации произошёл в 2015 году.